# Teresa Raczyńska
Teresa Raczyńska (ur. 21 lub 23 kwietnia 1820, zm. 14 stycznia 1909 w Grazu) – polska arystokratka, kolekcjonerka sztuki i filantropka.

## Życiorys
Jej ojcem był Atanazy Raczyński, młodszy brat Edwarda, a matką Anna Radziwiłłówna. Dzieciństwo spędziła najprawdopodobniej na zamku w Zawadzie koło Dębicy. Miała trudne relacje z ojcem, który stawiał córkom bardzo wysokie wymagania wychowawcze. W 1838 Atanazy Raczyński napisał w swoim dzienniku, że żadna z [jego] córek nie chce się żenić, co wprawiało go w udręczony nastrój. We wczesnej młodości przyjaźniła się z Maxe von Arnim (późniejszą hrabiną, bywalczynią berlińskich salonów i córką Bettiny von Arnim, która często gościła w berlińskim pałacu Raczyńskiego).
Po licznych nieudanych próbach wyswatania jej przez ojca, ostatecznie wyszła za mąż za węgierskiego magnata, nadżupana Varaždinu, tajnego radcę i austriackiego szambelana, Károlya Erdődy de Monyorókerék et Monoszló (1794–1789). Ślub odbył się w Dreźnie 30 czerwca lub 20 lipca 1840. Małżeństwo pozostało bezdzietne.
Podczas pobytu na Węgrzech (najczęściej zamieszkiwała w pałacu Bajnski Dvori niedaleko Varaždina) była hojną patronką różnego rodzaju przedsięwzięć społecznych, w tym mocno wspierała miasto Vinicę. Utworzyła m.in. szkołę dla dziewcząt (1888), ufundowała wodociąg (1892–1894), a w 1897 przekazała 2600 koron dla fundacji utrzymującej tę szkołę. Gmina Vinica w 1897 otrzymała od niej mechaniczny wóz gaśniczy. W 1880 podarowała muzeum w Peszcie szablę króla Jana III Sobieskiego. Za działalność charytatywną została udekorowana przez dwór austriacki Orderem Elżbiety I klasy.
W pałacu Bajnski Dvori zgromadziła wraz z małżonkiem znaczną kolekcję sztuki, m.in. obrazy artystów polskich, jak również Rembrandta, Rubensa, Dürera, Murilla oraz Antona Kaulbacha.
Zmarła w Grazu, ale pochowano ją (a wcześniej męża) w neoromańskiej kaplicy Matki Boskiej Częstochowskiej z 1879 przy pałacu Bajnski Dvori (pogrzeb zgromadził lokalne elity arystokratyczne i inteligenckie). Sarkofagi małżonków wykonane są różnobarwnego kamienia. Liczne dzieła sztuki zdobiące niegdyś kaplicę zaginęły. Najcenniejszy obraz nieznanego artysty, Žitna Madona z XV wieku, wykonany częściowo z kolb kukurydzy, ocalał i znajduje się w Muzeum Miejskim w Varaždinie. Pałac i większość jego wyposażenia spłonęła w 1918.